# أندراس بوتوس
أندراس بوتوس (بالمجرية: Botos András)‏ (مواليد 6 مارس 1952) هو ملاكم مجري، مثّل بلاده في الألعاب الأولمبية الصيفية في دورتي 1972 و1976.

## روابط خارجية
أندراس بوتوس على موقع أوليمبيديا (الإنجليزية)